# Marchaux
Marchaux är en kommun i departementet Doubs i regionen Bourgogne-Franche-Comté i östra Frankrike. Kommunen ligger i kantonen Marchaux som tillhör arrondissementet Besançon. År 2015 hade Marchaux 1 235 invånare.

## Befolkningsutveckling
Antalet invånare i kommunen Marchaux
Referens:INSEE